# Discorso sullo stato dell'Unione (Unione europea)

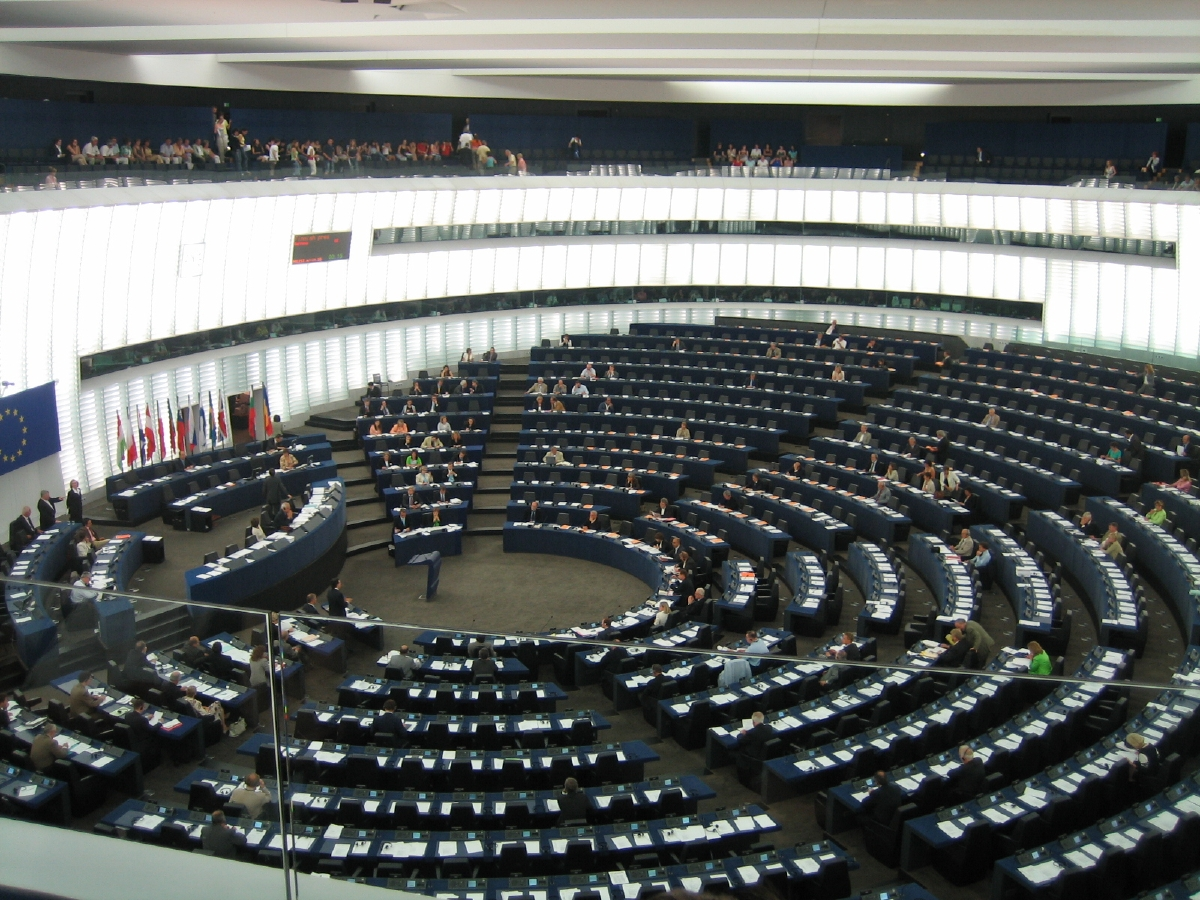
Sede del Parlamento europeo a Strasburgo, dove il Discorso sullo stato dell'Unione viene pronunciato

Il discorso sullo stato dell'Unione è il discorso annuale del presidente della Commissione europea al Parlamento europeo durante la sessione plenaria del mese di settembre. Simile al discorso sullo stato dell'Unione statunitense, il discorso sullo stato dell'Unione dell'Unione europea è stato istituito nel 2007 dal Trattato di Lisbona, in vigore dal 2009, al fine di rendere la vita politica dell'Unione più democratica e trasparente rispetto a quello che era stata sino ad allora, introducendo un momento di rendiconto annuale dell'attività della Commissione europea e di esposizione delle sue linee programmatiche per l'anno seguente. Il discorso è seguito da un dibattito generale sulla situazione politica dell'Unione, il cosiddetto dibattito sullo stato dell'Unione, in cui possono intervenire tutti i membri del Parlamento europeo e in cui i leader del Gruppi politici europei possono presentare la posizione del proprio schieramento politico.

## Storia

### José Manuel Barroso
Il primo di tali discorsi è stato pronunciato il 7 settembre 2010 dal Presidente della Commissione europea José Manuel Barroso. Egli si è occupato principalmente della situazione economica e del problema della disoccupazione:
Nel secondo discorso di Barroso, pronunciato il 28 settembre 2011, il Presidente ha chiesto un legame più stretto fra i Paesi dell'Eurozona e una tassa sulle transazioni finanziarie per arginare la crisi della zona euro; inoltre si schierò contro la proposta franco-tedesca di un governo intergovernativo per la zona euro - affermando che tale ruolo apparteneva alla Commissione:
Nel terzo discorso di Barroso, il 12 settembre 2012, ha chiesto un "accordo decisivo per completare l'UEM", con la quale egli intendeva un nuovo trattato europeo a muoversi "verso una Federazione di Stati-nazione, in vista delle prossime elezioni del Parlamento europeo nel 2014".
Egli ha anche riconosciuto la necessità di "una seria discussione tra i cittadini europei circa la via da seguire", invitando in particolare tutte le forze pro-europee a mobilitarsi contro l'anti-europeismo all'ordine del giorno di "populisti e nazionalisti".

### Discorsi successivi (materiale multimediale)
- Jean-Claude Juncker, 2015 - Stato dell'Unione 2015
- Jean-Claude Juncker, 2016 - Stato dell'Unione 2016
- Jean-Claude Juncker, 2017 - Stato dell'Unione 2017
- Jean-Claude Juncker, 2018 - Stato dell'Unione 2018
- Ursula von der Leyen, 2020 - Stato dell'Unione 2020
- Ursula von der Leyen, 2021 - Stato dell'Unione 2021
- Ursula von der Leyen, 2022 - Stato dell'Unione 2022
- Ursula von der Leyen, 2023 - Stato dell'Unione 2023